# Ford Fiesta RS WRC
Ford Fiesta RS WRC – samochód rajdowy klasy WRC, którego debiut na rajdowych trasach miał miejsce podczas Rajdu Szwecji 2011. Model ten jest zbudowany na bazie Forda Fiesty w oparciu o nowe regulacje techniczne FIA obowiązujące od sezonu 2011. Jest następcą Forda Focusa WRC.
Samochód został zbudowany zgodnie z nowymi wytycznymi na 2011 rok, które powstały w oparciu o istniejące zasady dotyczące konstrukcji aut klasy Super 2000. Zgodnie z nimi auto wyposażone jest w turbodoładowany silnik o pojemności 1,6 litra z bezpośrednim wtryskiem paliwa i napędem na cztery koła.
Prace rozwojowe samochodu rozpoczęto już w 2010 roku. W testach brali udział fabryczni kierowcy Ford World Rally Team – Mikko Hirvonen oraz Jari-Matti Latvala.

## Zwycięstwa wWRC
| Nr | Rajd                        | Sezon | Nawierzchnia | Kierowca           | Pilot           |
| -- | --------------------------- | ----- | ------------ | ------------------ | --------------- |
| 1  | Rajd Szwecji 2011           | 2011  | śnieg        | Mikko Hirvonen     | Jarmo Lehtinen  |
| 2  | Rajd Australii 2011         | 2011  | szuter       | Mikko Hirvonen     | Jarmo Lehtinen  |
| 3  | Rajd Wielkiej Brytanii 2011 | 2011  | szuter       | Jari-Matti Latvala | Miikka Anttila  |
| 4  | Rajd Szwecji 2012           | 2012  | śnieg        | Jari-Matti Latvala | Miikka Anttila  |
| 5  | Rajd Portugalii 2012        | 2012  | szuter       | Mads Østberg       | Jonas Andersson |
| 6  | Rajd Wielkiej Brytanii 2012 | 2012  | szuter       | Jari-Matti Latvala | Miikka Anttila  |

## Dane techniczne
|                            | Ford Fiesta RS WRC |
| -------------------------- | --- |
| Silnik                     | EcoBoost o pojemności 1,6 litra, turbodoładowanie Garett z bezpośrednim wtryskiem, zbudowany przez Forda, M-Sport i Pipo Motours, 4 cylindry, 16 zaworów, zarządzanie za pomocą systemu firmy Cosworth, intercooler, katalizator |
| Pojemność skokowa          | 1598 cm3 |
| Średnica tłoka             | 83 mm |
| Skok tłoka                 | 73,9 mm |
| Moc maksymalna             | 300 KM / 6000 obr./min. |
| Maksymalny moment obrotowy | 450 Nm / 4000 obr./min. |
| Napęd                      | na cztery koła |
| Skrzynia biegów            | 6-biegowa sekwencyjna X-Trac |
| Mechaniczne dyferencjały   | przedni i tylny, samoblokujące |
| Sprzęgło                   | dwutarczowe, ceramiczno-metaliczne M-Sport, AP Racing |
| Zawieszenie przód          | kolumna MacPhersona |
| Zawieszenie tył            | kolumna MacPhersona |
| Opony                      | Michelin |
| Koła                       | 8x18 cali (asfalt) 7x15 cali (szuter i śnieg) |
| Hamulce przód              | 355 mm, 4-tłoczkowe zaciski Brembo chłodzone wodą (asfalt) 300 mm, 4-tłoczkowe zaciski Brembo (szuter) |
| Hamulce tył                | 300 mm, 4-tłoczkowe zaciski |
| Układ kierowniczy          | wspomagany hydraulicznie |
| Długość                    | 3963 mm |
| Szerokość                  | 1820 mm |
| Rozstaw osi                | 2480 mm |
| Masa własna                | 1200 kg |